# クリス・ケナー
クリス・ケナー（Chris Kenner、1929年12月25日 - 1976年1月25日）はニューオーリンズを拠点としたR&B歌手、ソングライター。
1960年代初頭の「I Like It Like That」、「ダンス天国 (Land of a Thousand Dances)」のふたつのヒット曲で知られる。

## 来歴
ニューオーリンズからミシシッピ川を上ったルイジアナ州ケナーの農家に生まれた。教会の聖歌隊でゴスペルを歌い、10代でニューオーリンズに引っ越した。1955年に最初の録音を弱小のバトン・レコードで行うがヒットにはつながらなかった。
1957年に自作の「Sick and Tired」をインペリアル・レコードに録音し、翌年ファッツ・ドミノがカバーしてヒットとなった。この時期に「Rocket to the Moon」と「Life Is Just a Struggle」をロン・レコードに録音。

### 絶頂期
その後ニューオーリンズのInstantレーベルに移籍し、ピアニストのアラン・トゥーサンと共作を始める。1961年、「I Like It Like That」を録音、ビルボードホット100の2位、ミリオン、ゴールドのヒットになり、1965年にはデイヴ・クラーク・ファイヴもカバーしている。
同時期の「Something You Got」はウィルソン・ピケット、アルビン・ロビンソン、ラムゼイ・ルイス ・トリオ、チャック・ジャクソン、アール・グラント、マキシン・ブラウン、ボビー・ウーマック、フェアポート・コンヴェンション、ブルース・スプリングスティーンら多くのアーティストによってカバーされた。
1962年、「ダンス天国 (Land of a Thousand Dances)」を録音、カニバル＆ザ・ヘッドハンターズ、ズィー・ミッドナイターズ、ウィルソン・ピケット、ジ・アクション、パティー・スミスがカバーした。
1960年代を通じインスタントなどのレーベルに「My Wife」、「Packin' Up」、「They Took My Money」などを録音。

### 1960年代後半から70年代へ
アトランティック・レコードから1966年にアルバム『Land of a Thousand Dances』を発表。同作は、その後コレクターズ・チョイス・レーベルなどから再発されている。
1968年に未成年者への淫行で起訴され、ルイジアナ州立アンゴラ刑務所で三年間服役した。
1976年に心臓発作で死去。46歳だった。